# Nathan Smith (wielrenner)
Nathan Smith (Edinburgh, 27 augustus 2000) is een Brits wielrenner die in 2024 prof werd bij Team Novo Nordisk. Net als de rest van die ploeg lijdt hij aan diabetes mellitus.

## Carrière
Toen Smith zestien jaar was werd hij gediagnosticeerd met suikerziekte. Smith begon zijn sportieve carrière met verschillende disciplines: triatlon, wielrennen en hardlopen. Hij vertegenwoordigde Groot-Brittannië in triatlon en berglopen op juniorenniveau. Na een sleutelbeenbreuk in 2018 kwam hij niet meer terug op het vereiste niveau in het zwemmen en besloot hij zich volledig op wielrennen te richten. Op zestienjarige leeftijd kreeg Smith de diagnose diabetes type 1. Hij kreeg hierna een kans bij de opleidingsploeg van Team Novo Nordisk, waar hij drie jaar zou rijden. In drie seizoenen bij die ploeg nam hij deel aan verschillende internationale wedstrijden en werd hij derde op het nationale klimkampioenschap voor beloften in 2019. In 2024 maakte hij de overstap naar de profploeg.

## Ploegen
- 2021 –  Team Novo Nordisk Development
- 2022 –  Team Novo Nordisk Development
- 2023 –  Team Novo Nordisk Development
- 2024 –  Team Novo Nordisk
- 2025 –  Team Novo Nordisk

Beadle · Brand · Clancy · Dauge · De Graeve · de Keijzer · Dunnewind · Irvine · Kopecký · Kusztor · Lozano · Percrule · Peron · Perracchione · Phippen · Planet · Polga · Poli · Ridolfo · Smith